# Східний Цаво (національний парк)
Національний парк Східний Цаво — найбільший національний парк Кенії площею 13,747 км². Цаво був створений у квітні 1948 року, і охоплює напівпосушливу територію сходу країни, раніше відому як пустеля Тару. Разом із національним парком Західний Цаво утворює природоохоронну територію загальною площею близько 22 000 км². Крім того до Цаво прилягають ще кілька заповідників та національних парків, у тому числі танзанійський Національний парк Мкомазі, що ще розширює загальну охоронювану територію для диких тварин. Парк отримав назву завдяки річці Цаво, яка тече із заходу країни на схід через національний парк.

## Географія
Національний парк Східний Цаво загалом має переважно рівнинний ландшафт, через нього  протікає річка Галана, яка є найбільш відомою водоймою в парку і забезпечує основні водопої для тварин парку. Інші видатні об'єкти Східного Цаво — плато Ятта та водоспад Лугард. Усередині національного парку Східний Цаво, річки Аті та Цаво зливаються, утворюючи річку Аті-Галана-Сабакі. Більшу частину території парку займають напівпосушливі луки та савани.

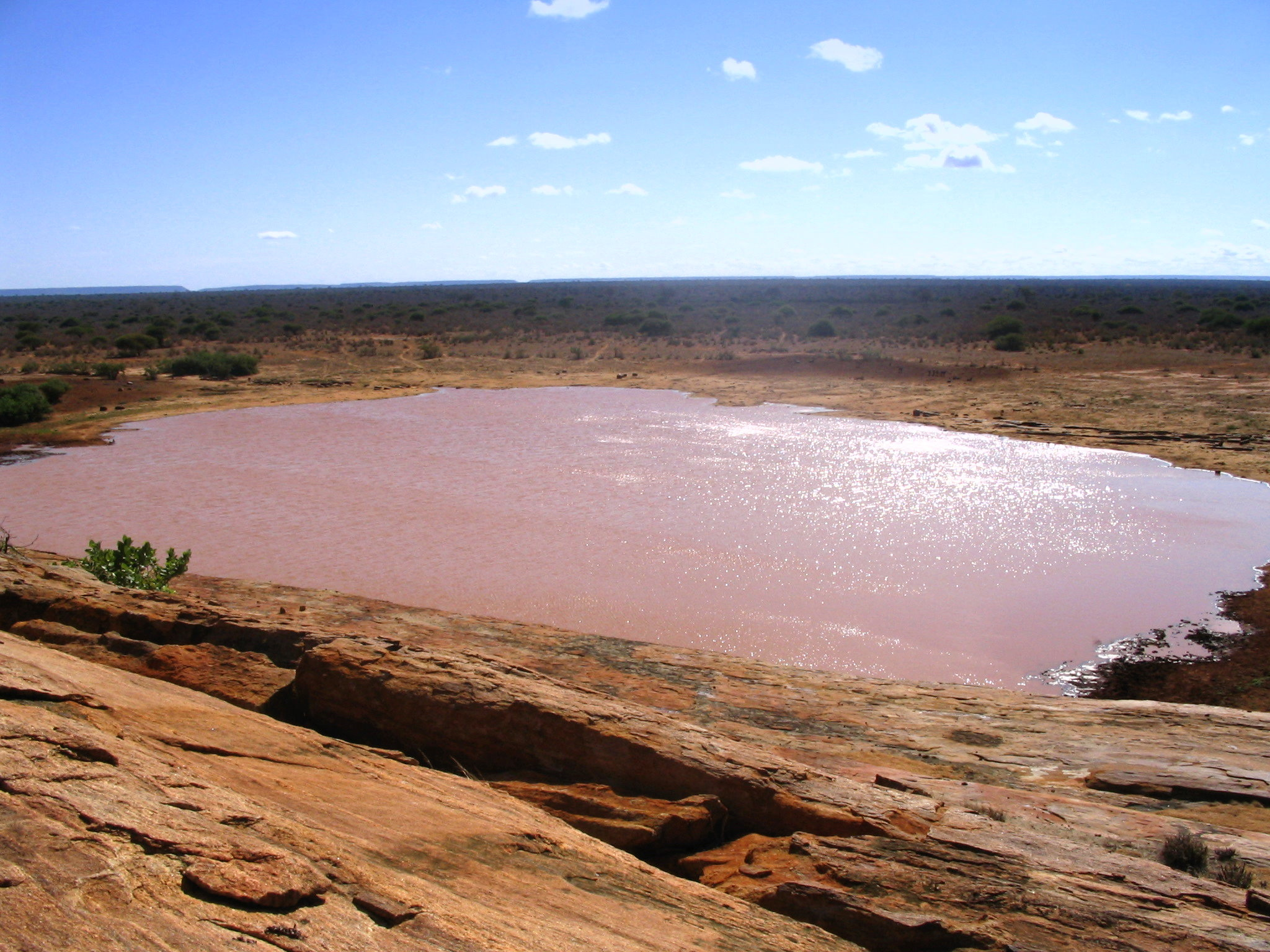
Оглядовий майданчик з вершини скелі Муданда

Плато Ятта - це найдовший лавовий потік у світі, який проходить уздовж західної межі парку над річкою Аті-Галана-Сабакі. Його довжина 290 км. Потік був утворений лавою вулкану Ол-Донйо-Сабук. Водоспад Лугард, названий на честь Фредеріка Лугарда представляє собою серію порогів на річці Аті-Галана-Сабакі. Гребля Аруба була побудована в 1952 році через річку Вої. Водосховище, яке виникло після зведення дамби, приваблює багатьох тварин і водоплавних птахів, в тому числі великі стада слонів та антилоп. 
Національний парк Західний Цаво більш гірський і вологий ніж східний парк. Тут розташовані  болота, озеро Джипе та джерела Мзіма. Тут також знаходиться заповідник чорних носорогів.

## Археологія та історія
В Цаво знайдено кілька археологічних пам'яток раннього та середнього кам'яного, також є докази процвітаючої економіки пізнього кам'яного віку, які датується від 6000 до 1300 років тому. Дослідження показали, що поблизу річки Галана знайдено велику кількість археологічних пам'яток пізнього кам'яного віку. Мешканці цих місць полювали на диких тварин, ловили рибу, тримали свійських тварин. Через брак води, людські поселення в Цаво зосереджувалися на прибережних районах річки Галана і в скельних укриттях.
Люди суахілі торгували з місцевим народом Цаво слоновою кісткою, шкірою та, ймовірно, рабою ще в 700 році нашої ери (а, можливо, і раніше). Немає доказів прямої «колонізації» сучасних просторів Цаво народом суахілі. Натомість торгівля, ймовірно, здійснювалася шляхом переміщення товарів до та з узбережжя. Товари, такі як раковини каурі та намистини, були знайдені в археологічних пам'ятках раннього періоду суахілі.
Британські та німецькі дослідники 19-го століття задокументували людей, яких ми зараз називаємо народами Орма та Вата, під час їхніх подорожей да Цаво і загалом вважали їх ворожими по відношенню до себе. Починаючи з кінця 19-го та початку 20-го століття, британці почали колонізацію внутрішніх територій Кенії та побудували залізницю через Цаво в 1898 році. Під час будівництва залізниці, яка б мала сполучити порт Момбасу та місто Кампалу, що нині є столицею Уганди трапилась відома трагедії з людожерами. Два леви людожера Цаво тероризували бригаду будівельників на чолі з Джоном Генрі Паттерсоном, який зрештою застрелив їх, але не раніше, ніж вони вбили сто тридцять п'ять індійських і місцевих робітників. Левів прозвали Привидом і Темрявою, оскільки вони довгий час були невловимими і з'являлись ніби примара або тінь, і вбивали будівельників. Зрештою залізниця була завершена до Кісуму на озері Вікторія.
Цаво залишався батьківщиною для скотарів Орма та мисливців-збирачів Вата до 1948 року. Коли Цаво офіційно оголосили національним парком, корінне населення Орма і Вата з їхньою худобою було переселено. Після здобуття Кенією незалежності в 1963 році, полювання в парку було заборонено, а управління Цаво було передано владі, яка згодом стала Службою дикої природи Кенії.

## Дика природа
Східний національний парк Цаво вважається одним із світових осередків біорізноманіття, і є домівкою для величезної кількості тварин. Він є одним з найвідоміших та найбільших у світі, і вважається чудовим місцем для спостереження за дикою природою.
Відомими тваринами національного парку є леви Цаво, чия популяція відома на увесь світ, тим, що у дорослих самців часто повністю немає гриви. Станом на 2006 рік в екосистемі Амбоселі-Цаво залишалося 675 левів. На жаль, через браконьєрів та місцевих скотарів, популяція левів постійно скорочується. Раніше в парку проживало 2000 левів.
У Цаво мешкають: саванні слони, масайські жирафи, гієни плямисті та смугасті, трубкозуби, шакали, капські лисиці, кілька видів мангустів, каракали, чорні носороги, звичайні бегемоти, зебри, леопарди, гепарди, Африканські дикі собаки, леви, африканські буйволи, орікс бейза, гну, імпала, геренуки, дікдіки, куду та інші види антилоп. А також кангоні, павіани, мавпи верветки, галаго, зайці, земляні вовки, капськи лисиці, шакали, дикі коти.
У цьому районі зареєстровано понад 500 видів птахів, у тому числі страуси, пустельги, канюки, шпаки, ткачі, зимородки, птахи-носороги, птахи-секретарі та чаплі.

## Загрози
У період з 2001 по 2006 рік в екосистемі Амбоселі-Цаво було вбито понад 100 левів, слонів та інших великих диких тварин. Більшість із них були вполювані молодими людьми. Браконьєри зазвичай не зазнають серйозних покарань. Навпаки, рейнджери, які заарештовують порушників, часто стикаються із помстою з боку місцевих громад. Тому захист парку є дуже ускладненим.

## Рекомендована література
- World Database on Protected Areas — Tsavo East National Park World Database on Protected Areas: Tsavo East National Park[недоступне посилання з 01.12.2017]